# Mangalitza
Mangalitza er en svinerace, der populært kaldes Ungarsk Uldgris. Den blev oprindelig udviklet inden for rammerne af det tidligere Østrig-Ungarn i sidste halvdel af det 19. århundrede. Svineracen kendetegnes ved en naturlig hårdførhed; den kan klare sig ude, året rundt, og uden brug af medicin og dyrlægebesøg. Racen er opstået på baggrund af et krydsningsarbejde mellem flere svineracer fra forskellige dele af imperiet. Desuden spekuleres der i, om racen også har en vis mængde vildsvineblod i sig.[kilde mangler]

## Kendetegn
Svinet kendes på sin naturlige mængde af børster/hår, som har en tendens til at krølle. Renracet findes der tre farvetyper af grisen: blond, rød og sort med blond mave og ben. Om foråret vil svinet fælde en god del af pelsen. Pattegrise er ofte stribede.

## Produktionsegenskaber
Undersøgelser indikerer at kødet fra denne race er mere mørt, har bedre fedtmarmorering samt en sundere fedtsyresammensætning end de fleste andre svineracer. Dog er spæklaget også tykkere, og desuden er kødet mørkere end forbrugerne er vant til.
Smagen er blevet karakteriset som værende med en mild nøddesmag samt som smagende mere 'vildt-agtigt', som en blanding af vildsvin og alm. svin. (Dog har fodringen meget at skulle have sagt). Generelt er smagen mere intensiv end kommercielt svinekød, hvilket kan tilskrives den langsommere tilvækst og opdrætsforholdene generelt.
Tilvæksten er også relativt lav, og det forventes at en uldgris skal bruge ca. 12 måneder for at nå slagtevægt (mod ca. 10 måneder for kommercielt produceret svin), altså 2 måneder ekstra i forhold til hvordan de fleste svin produceres. Man forventer at kuldstørrelsen er på ca. 5-6 grislinger, hvilket også er betydeligt færre end hvad storproducenter normal opnår pr. so. Desuden er hundyrene relativt langsomme om at blive kønsmodne.
De ovenstående faktorer betyder at den Ungarske Uldgris snarere henvender sig til hobbyavlere og/eller nicheproduktion, end til storstilet moderne kommerciel produktion.
I øvrigt kan "ulden" ikke bruges som uld fra får m.fl. da den er alt for strid. Desuden er det yderst vanskeligt at klippe et svin. Dog kan man samle den fældede vinterpels op eller udnytte pelsen ved slagtning. I dag har svinepels dog sjældent en funktion, men den kunne bruges til fx at lave af presenninger med, til hår på børster eller som afdækning i køkkenhaven, hvor man kan lægge den om fx jordbærplanterne. Dog formodes den at være en dårligere kilde til næringsstoffer ved brug i køkkenhaven, når man sammenligner med fåreuld, da den mangler fåreuldens lanolin.